# Paraclinus spectator
Paraclinus spectator är en fiskart som beskrevs av Guimarães och Bacellar 2002. Paraclinus spectator ingår i släktet Paraclinus och familjen Labrisomidae. Inga underarter finns listade i Catalogue of Life.